# Джеймс-Ґарденс
Сади Джеймса — громадський ботанічний сад в районі Етобіко в Торонто, Онтаріо, Канада, вздовж річки Гамбер. Це був колишній приватний маєток, проданий міській владі Торонто, а тепер ним керує Департамент парків Торонто.

## Огляд
Джеймс-Ґарденс складається з широких галявин, численних клумб, насаджень специфічних рослин, альпінаріїв, природних стежок, трьох великих і чотирьох малих ставків, що живляться джерелами і з’єднані струмком, басейн коропів і газон для бовлінґу . Він з’єднаний з пішохідною та велосипедною доріжкою вздовж річки Гамбер.
Щороку тисячі квітів, зокрема понад 75 000 тюльпанів висаджують на грядках, дизайн і матеріали яких щорічно змінюються в альпінаріях і під добре обрізаними деревами та кущами. Щороку тут бувають десятки тисяч відвідувачів, і на території Джеймс-Ґарденс проводиться багато весіль, прийомів, забав і зйомок фільмів.

## Історія

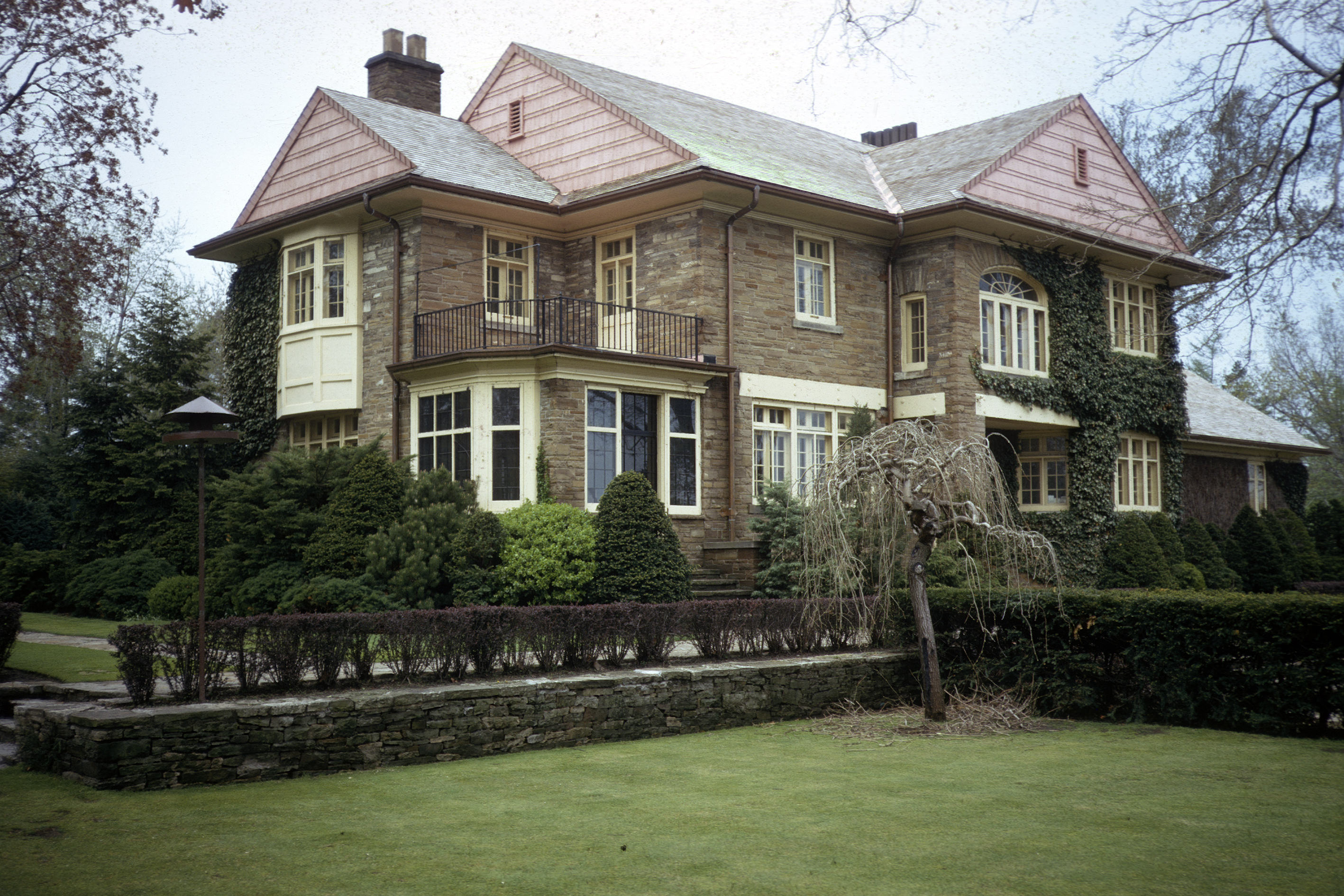

На місці теперішніх садів був маєток містера і місіс. Фред Т. Джеймс. У 1908 році Фред Джеймс придбав нерухомість у батьків своєї дружини, містера та місіс Томас Рамні, а також прилеглу землю від компанії Home Smith. Це придбання склало 8,5 га пагорбів, долин, незайманих лісів і порослих чагарниками лук на західній стороні річки Гамбер у районі, який тоді був частиною Етобіко.
Сім'я Джеймсів жила в будинку, розташованому у верхньому західному куті маєтку на Еджгілл-роуд. Збережений до наших днів, це двоповерховий будинок з червоними фронтонами, побудований з каменю, добутого з річки Гамбер. Зараз будівля є громадським центром відпочинку, яким керує Департамент парків, лісового господарства та рекреації міста Торонто. Стайні були розташовані нижче будинку, де зараз північно-західні сходи. У парку все ще можна побачити частину оригінальної підпірної стіни маєтку. При обробітку клумб досі знаходять різноманітні підкови, цвяхи та монети.
У 1920-х роках родина Джеймсів встановила каскад переливних ставочків та водограї. Було знайдено різні артефакти перших націй, включаючи наконечники списів. Їх дослідили на початку 2000-х років і датували їх вік 4000 років.
Парк був придбаний містом за CA$150,000 у 1955 році, згодом парк передано у відповідальність Департаменту парків.
Телебачення CBC зняло сцени в Джеймс-Ґарденс для програми «Це закон» з Полом Солзом .
У 2013 році Роб Форд, колишній мер Торонто, жив біля входу в парк. Незважаючи на певні зусилля і впливи, йому не вдалося придбати прилеглу ділянку від Торонто та регіонального управління охорони природи. Розслідування репортера Toronto Star призвело до нічної сутички Форда з репортером.
Кажуть, що в парку відбулась страхітлива історія 1900-х років, і його переслідує мати Фреда Джеймса. За чутками існує багато варіантів історії, але жодного певного. У підвалі будинку був сейф, який міська влада не змогла відкрити, і кажуть, що технологія виявила кров навколо сейфа.

## Зовнішні посилання
- Офіційний сайт

 Вікісховище має мультимедійні дані за темою: Джеймс-Ґарденс